# Acantilado del Asperillo
El acantilado del Asperillo es un sistema de dunas fósiles en el que se ven de forma visual la vida humana a través de pinturas que se extienden a lo largo de doce hectáreas de costa entre las playas de Matalascañas y Mazagón, en el término municipal de Almonte, dentro del entorno del parque natural del Doñana, en España
Se trata de una formación costera con características geomorfológicos y ecológicas propias, con un acantilado arenoso formado por la sedimentación eólica y aluvial de las arenas, con intercalaciones producidas por arcillas y materia orgánica y otros materiales.
Estos acantilados son conocidos con el nombre de "cabezos" y están formados por diferentes mantos eolícos, cuyos materiales más antiguos se estiman que tienen entre catorce y quince mil años. Las distintas capas se depositaron y posteriormente las fuerzas terrestres las elevaran más de 100 metros. Se pueden observar las capas más obscuras por acumulación de materia orgánica que corresponden a la turba, mientras que en algunas zonas de arena se aprecia un color anaranjado motivado por el óxido de hierro que transportan las aguas subterráneas. Destaca la muy escasa vegetación existente por las duras condiciones costeras. 
En la zona habitan especies como la tortuga mora (Testudo graeca), la víbora hocicuda (Vipera latasti), el lince ibérico (Lynx pardinus) y el meloncillo (Herpestes ichneumon).
El 23 de noviembre de 2001, la Junta de Andalucía declaró un área de este acantilado de 11.85 ha   monumento natural, por sus altos valores geológicos y ecológicos.